# Březí (Trhové Sviny)
Březí (německy Pürchen) je malá vesnice, část města Trhové Sviny v okrese České Budějovice v Jihočeském kraji. Nachází se asi 2,5 kilometru západně od Trhových Svin. Březí leží v katastrálním území Březí u Trhových Svinů o rozloze 5,54 km². V katastrálním území Březí u Trhových Svinů leží i Nežetice.

## Historie
První písemná zmínka o Březí pochází z roku 1357, kdy vesnice patřila Trojanovi z Doubravic. V letech 1460–1478 byl jejím vlastníkem vladyka Mikuláš Šafrán, jehož potomci se nazývali Březskými z Veselé. Vrchnostenským sídlem ve vsi byla tvrz, písemně doložená roku 1514, kdy ji pustou bratři Václav, Jiří a Zachař Březští prodali Petru Beranovi na Tučapech. Na konci šestnáctého století Březí patřilo Špulířům z Jiter, dokud ji bratři Václav, Daniel a Ondřej roku 1601 neprodali Petru Vokovi z Rožmberka. Od té doby vesnice patřila k novohradskému panství.

## Obyvatelstvo
| Rok            | 1869 | 1880 | 1890 | 1900 | 1910 | 1921 | 1930 | 1950 | 1961 | 1970 | 1980 | 1991 | 2001 | 2011 | 2021 |
| -------------- | ---- | ---- | ---- | ---- | ---- | ---- | ---- | ---- | ---- | ---- | ---- | ---- | ---- | ---- | ---- |
| Počet obyvatel | 169  | 184  | 183  | 185  | 189  | 169  | 160  | 103  | 104  | 77   | 51   | 42   | 32   | 31   | 36   |
| Počet domů     | 31   | 34   | 40   | 39   | 38   | 40   | 38   | 39   | 44   | 26   | 19   | 20   | 38   | 39   | 40   |

## Obecní správa
Při sčítání lidu v letech 1850–1869 Březí bylo samostatnou obcí v okrese Budějovice. V letech 1869–1886 bylo osadou obce Otěvěk, ale v letech 1886–1964 bylo uváděno znovu jako obec, se kterým patřilo nejprve do okresu České Budějovice (v letech 1890–1910 Budějovice), ale v roce 1950 v okrese Trhové Sviny a od roku 1960 v okrese České Budějovice. Od 14. června 1964 do 30. června 1980 bylo částí obce Něchov v okrese České Budějovice. Od 1. července 1980 je částí města Trhové Sviny v okrese České Budějovice. V letech 1886–1964 k obci patřily Nežetice.

## Pamětihodnosti
- Boží muka